# Gottardo (formaggio)
Il Gottardo è un formaggio di latte bovino pastorizzato tipico della regione svizzera del Canton Ticino. Il suo sapore varia da delicato a forte (a seconda della lunghezza della stagionatura). Prodotto in luoghi di montagna, è provvisto di crosta, ed è costituito da pasta piuttosto dura. La stagionatura media varia dai 2 ai 3 mesi.